# Andrei Karpovich
Andrei Vladimirovich Karpovich (Russisch: Андрей Владимирович Карпович; Semey, 18 januari 1981) is een Kazachs voetballer die als middenvelder speelt. Hij speelde ook voor het Kazachs voetbalelftal.

## Clubcarrière
Hij begon zijn carrière in 2000 bij FC Semey uit Kazachstan. Daarna speelde hij nog voor meer clubs in Kazachstan. Zijn eerste buitenlandse club was het Russische FK Rostov in 2002.

## Interlandcarrière
Voor het Kazachs voetbalelftal maakte hij het eerste Kazachs doelpunt in de kwalificatiereeks voor het WK voetbal 2006 in de wedstrijd tegen Oekraïne. Karpovich maakte zijn debuut voor de nationale ploeg op 10 december 2000 in de vriendschappelijke wedstrijd tegen de Verenigde Arabische Emiraten (5-2 nederlaag), net als Konstantin Ledovskikh (Zhemchuzhina Sochi), Dmitriy Kishchenko (Sjachtar Donetsk), Maksim Shevchenko (FC Nosta) en Erlan Urazaev (Zhetysu FC).